# Белоусовский припоселковый кедровник
Белоусовский припоселковый кедровник — массив кедрового леса, расположенный в окрестностях деревни Белоусово, в 25 км на юго-восток от города Томска. Ботанический памятник природы областного значения. В составе древостоя преобладает кедр, сопутствуют сосна, ель, берёза, реже пихта и осина. Высота деревьев составляет до 23 м, возраст — 109 лет.
Кедровник объявлен памятником природы с целью сохранения ценного лесного массива, имеющего рекреационное значение, а также для обеспечения устойчивости биологического разнообразия. Общая площадь особо охраняемой природной территории 145 га.